# Вацлав Клаус
Ва́цлав Кла́ус (чеськ. Václav Klaus; нар. 19 червня 1941, Прага, Протекторат Богемії та Моравії, Третій Рейх) — президент Чехії (2003–2013), засновник і колишній лідер Громадянської демократичної партії (ГДП). У 1992—1997 роках був прем'єр-міністром Чехії, а з 1989 по 1992 рік — міністром фінансів в уряді «народної єдності» Чехословаччини. Відомий своєю позицією євроскептика.

## Життєпис
Народився в окупованій нацистською Німеччиною Празі, в престижному районі Виноград. Він був вихідцем із забезпеченої протестантської сім'ї. Його батько, Вацлав Клаус-старший, служив чиновником. Мати Клауса, Марія (до шлюбу Кайлова, Marie Kailova) була далекою родичкою відомого чеського художника Міколаша Алеша (Mikolas Ales) і займалася домогосподарством.
Клаус вчився в школі в районі Виноград. У 1958 році він поступив до празької Вищої школи економіки (Vysoka skola ekonomicka v Praze) і закінчив її зі спеціалізацією в питаннях міжнародної торгівлі в 1963 році. Після закінчення університету Клаус був покликаний на військову службу, проте завдяки своєму захопленню баскетболом проходив її в армійській баскетбольній команді «Dukla Praha», причому з армії був демобілізований в званні майора. Потім Клаус продовжив навчання в Економічному інституті Чехословацької академії наук, в 1966 році проходив стажування в Неаполі і в 1969 році — в Корнельському університеті (Cornell University) в США. У 1968 році він захистив дисертацію «Інфляція в сучасному капіталізмі» на здобуття ступеня кандидата економічних наук.
Під час Празької весни в 1968 році Клаус публікував в різних неурядових журналах заклики до економічних реформ в Чехословаччині. У 1970 році він залишив Економічний інститут, причому пізніше згадував в своїй автобіографії, що був вимушений це зробити через свої політичні погляди: він відмовився вступати в Комуністичну партію Чехословаччини.
У 1971 році Клаус почав працювати в Чехословацькому державному банку, де займався математичними розрахунками в економічному відділенні. У 1987 році залишив банківську роботу і перейшов в Інститут прогностики Чехословацької академії наук, а також вів підпільні семінари з ринкової економіки.

## Політична діяльність

### Чехія
Політикою Клаус зайнявся в листопаді 1989 року після початку «оксамитової революції», яка поклала край комуністичній владі в Чехословаччині. Клаус був одним з активістів політичного руху «Громадянський форум», заснованого дисидентом Вацлавом Гавелом, майбутнім президентом Чехословаччини, а потім Чехії. Клаус був одним з творців економічної програми руху і в грудні 1989 став міністром фінансів уряду «народної єдності». Клаус був прихильником вільного ринку, називав своїми вчителями Фрідріха фон Гаєка, Мілтона Фрідмана і Маргарет Тетчер.
У 1990 році «Громадянський форум» переміг на перших вільних виборах після відміни в країні однопартійної системи. За спогадами Гавела, керівництво руху було стурбоване посиленням впливу Клауса, якого на той час зараховували до популістського крила «Громадянського форуму». У жовтні 1990 року Клаус змінив Гавела на посаді голови «Громадянського форуму», а вже в січні 1991 року цей рух припинив своє існування. У квітні 1991 року Клаус створив нову Громадянську демократичну партію (ГДП), яку він хотів зробити аналогом партії британських торі. У грудні він став заступником голови уряду Чехословацької федеративної республіки. У 1992 році ГДП перемогла на виборах в Чехії, тоді як у Словаччині переміг Рух за демократичну Словаччину, який очолював Владімір Мечіар (словац. Vladimír Mečiar). У липні 1992 року Клаус став прем'єр-міністром Чехії, а Мечіар — Словаччини, і з 1 січня 1993 року Чехословаччина була остаточно розділена на дві незалежні держави.
На посаді прем'єр-міністра Чехії Клаус проводив економічні реформи, зокрема приватизацію за допомогою ваучерів, яку загалом експерти визнали успішною і безболісною. Проте потім уряд Чехії стикнувся з проблемою корупції та уповільненням темпів приватизації і зростання економіки: Гавел звинувачував Клауса в тому, що той встановив у країні гангстерський капіталізм. Це не завадило в 1996 році ГДП повторно здобути перемогу на виборах. Незважаючи на те, що Клаус називав себе класичним лібералом, преса відзначала, що реформи в Чехії були менш швидкими й ліберальними, ніж в Угорщині й Польщі. У 1997 році вибухнув скандал про фінансування ГДП, правляча коаліція розпалася, і Клаус був відправлений у відставку. Йому вдалося залишитись на чолі партії, проте ГДП програла дострокові вибори в 1998 році Чеській соціал-демократичної партії. З 1998 по 2002 рік Клаус обіймав посаду голови Палати депутатів чеського парламенту.
У 2002 році Клаус залишив посаду голови ГДП (її новим лідером став Мірек Тополанек, але зберіг за собою пост почесного голови партії й оголосив про своє рішення брати участь у президентських виборах (президента в Чехії обирають на п'ять років обидві палати парламенту). Клаус зміг отримати перемогу з невеликою перевагою в третьому турі на виборах у лютому 2003 року, багато в чому завдяки підтримці комуністів (Комуністичній партії Богемії та Моравії), які віддали перевагу йому над іншими кандидатами за те, що він був проти федералізації Євросоюзу, виступав проти американського вторгнення до Іраку, а раніше — проти бомбардувань Югославії.
У лютому 2008 року Клаус був переобраний президентом Чехії.

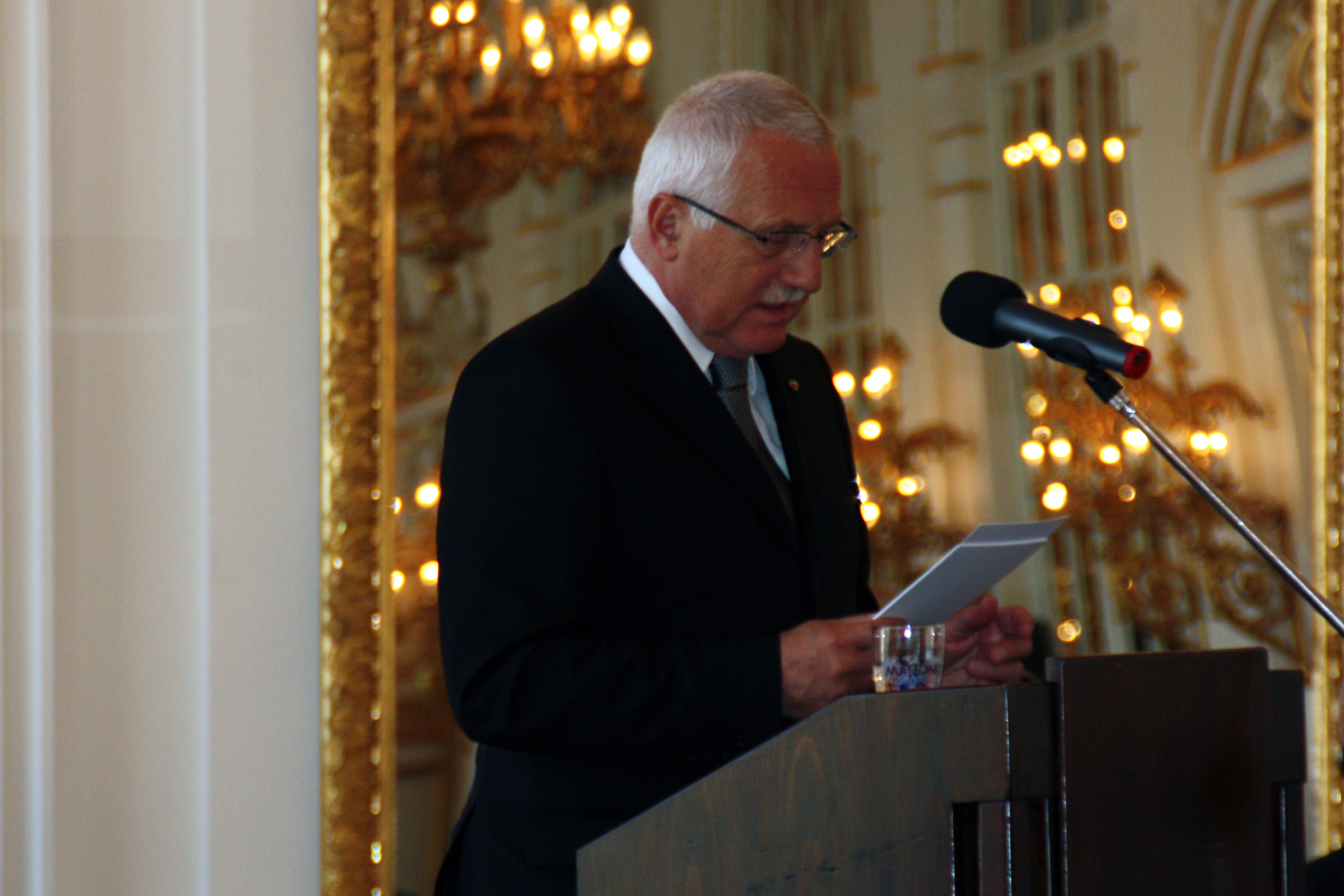
2009

### Позиція щодо Євросоюзу
Займаючи посаду президента Чехії, Клаус не раз критично висловлювався про Євросоюз: він порівнював його з СРСР і побоювався, що Чехія може розчинитися в ЄС. Крім цього, Клаус відмовлявся вивішувати прапор Євросоюзу перед своєю резиденцією, скептично ставився до введення в Чехії євро і критикував плани ЄС, направлені проти глобального потепління, називаючи їх непотрібними. Брак демократії в ЄС, на думку Вацлава Клауса, полягає і в тому, що відстань між виборцями та тими, хто ухвалює рішення в Брюсселі, дуже велика, а отже, бракує відповідальності перед виборцями. Президент Чехії Вацлав Клаус вважав, що референдум в Ірландії 2008-го поставив крапку на процесі затвердження Лісабонської угоди, оскільки подальша її ратифікація стає безглуздою.
Його висловлювання суперечили політиці держави, що її проводив Тополанек, який у 2006 році став прем'єр-міністром Чехії. Він піддав критиці ухвалене урядом Чехії рішення визнати незалежність Косова від Сербії й порівняв його з Мюнхенською змовою 1938 року. При цьому Клаус був прихильником розміщення в Чехії протиракетного радара американської системи протиракетної оборони.

### Позиція щодо російсько-грузинської війни
Під час російсько-грузинського конфлікту довкола Південної Осетії Вацлав Клаус дистанціювався від позиції засудження Росії, зайнятої керівниками Польщі, України і прибалтійських країн, назвавши цю війну наслідком прецеденту проголошення незалежності Косово. Крім того, Клаус виступав проти антикризових заходів, прийнятих урядом Чехії в другій половині 2008 року: підтримку державою банківської системи країни він називав соціалістичною мірою і на знак протесту пішов з посади почесного голови ГДП.

### Ратифікація Лісабонського договору
У 2009 році Вацлав Клаус постав у центрі європейської політики у зв'язку з ратифікацією Лісабонського договору, коли проявив свої євроскептичні настрої. Як президент Чехії, він має затвердити своїм підписом міжнародні угоди країни після їхньої ратифікації парламентом. Спочатку Клаус відмовлявся підписувати Лісабонську угоду до проведення повторного референдуму в Ірландії. Після позитивного рішення ірландців Клаус висунув нову вимогу для його країни — щоб Чехія користувалася певним імунітетом у виконанні Хартії основних прав ЄС, яка є складовою частиною Лісабонського договору. Це застереження було викликано побоюваннями, що на основі Хартії депортовані після другої світової війни на підставі декретів Бенеша судетські німці зможуть вимагати у Чехії компенсації за втрачене майно. 30 жовтня 2009 на саміті ЄС глави держав прийняли таку вимогу Клауса. 3 листопада 2009 президент Чехії Вацлав Клаус останнім серед країн ЄС підписав Лісабонський договір, після того, як чеський конституційний суд визнав, що договір не суперечить конституції республіки. Таким чином, договір вступає в силу, оскільки процедура ратифікації завершилася у всіх 27 країнах Європейського союзу.

### Позиція щодо України
З початком 2009 року Чехія стала головою Євросоюзу. Як представник Чехії Клаус в січні брав участь у вирішенні конфлікту з постачаннями російського газу в ЄС через територію України. При цьому він заявляв, що газовій суперечці не слід надавати політичного забарвлення.
Під час війни на сході України 2014 року Клауса, як колишній очільник Чехії продовжував поширювати не підтверджену тезу про те, що Майдан — це спланована акція Заходу, насамперед — США. Ця заява була виголошена під час дебатів по Україні, які відбулися 8 липня 2014 року і отримала осуд українського МЗС.

## Особисте життя
У 1995 році отримав звання професора в празькій Вищій школі економіки. Є володарем численних наукових ступенів вищих навчальних закладів світу, поміж інших і Московського державного університету. Є автором понад 20 книг, з яких найвідоміша «Блакитна планета в зелених ланцюгах», — в ній Клаус піддав критиці теорію антропогенного глобального потеплення. У пресі часто писали про його прагматизм, що поєднується із строгістю до підлеглих і складним характером, і цитували поширений в Чехії анекдот: «У чому різниця між богом і Клаусом? — Бог не вважає себе Клаусом».
Одружений з економісткою словацького походження Лівією Роземундою (Livia Rosamunda, до шлюбу Местінова, Mestinova), вони познайомилися під час навчання у Вищій школі економіки і одружилися в 1968 році. У подружжя двоє синів: Вацлав, директор однієї з приватних шкіл в Празі, і Ян — фінансовий аналітик, а також п'ять онуків. У 2008 році Клаус признався, що з 1991 року неодноразово зраджував дружині зі стюардесами з свого особистого літака, причому останній раз — відразу після переобрання на президентському посту в 2008 році: тоді Клаус був сфотографований у готелі в Празі зі стюардесою Петрою Беднаровою (Petra Bednarova), що і спонукало його на публічне визнання подружньої зради.
Серед захоплень Клауса преса згадувала джазову музику і художню літературу. До початку занять політикою в 1989 роки Клаус також регулярно грав у волейбол і баскетбол.

## Цікаві факти
- 12 квітня 2011 року Вацлав Клаус у ході зустрічі Президентом Чилі Себастьяном Піньєра вкрав протокольну ручку.